# Lista odcinków serialu animowanego Bujdy na resorach
Poniżej znajduje się lista odcinków serialu animowanego Bujdy na resorach, emitowanego w Polsce na kanałach Disney Channel i Disney XD.

## Przegląd serii
| Sezon | Sezon | Odcinki | Oryginalny tytuł            | Polski tytuł                   | Premiera w USA       | Premiera w USA   | Premiera w Polsce | Premiera w Polsce |
| Sezon | Sezon | Odcinki | Oryginalny tytuł            | Polski tytuł                   | Premiera             | Finał            | Premiera          | Finał             |
| ----- | ----- | ------- | --------------------------- | ------------------------------ | -------------------- | ---------------- | ----------------- | ----------------- |
|       | 1     | 4       | Mater's Tall Tales          | Bujdy na resorach              | 27 października 2008 | 12 grudnia 2008  | 16 grudnia 2008   | 1 maja 2009       |
|       | 2     | 5       | Mater's Tall Tales          | Bujdy na resorach              | 20 listopada 2009    | 2 listopada 2010 | 10 marca 2010     | 5 listopada 2010  |
|       | 3     | 2       | Mater's Tall Tales          | Bujdy na resorach              | 1 listopada 2011     | 5 czerwca 2012   | 4 listopada 2011  | 17 sierpnia 2012  |
|       | 4     | 4       | Tales from Radiator Springs | Opowieści z Chłodnicy Górskiej | 22 marca 2013        | 20 maja 2014     | 23 stycznia 2015  | nieemitowany      |

## Bujdy na resorach

### Seria 1
| 1 | Rescue Squad Mater | Ogniomistrz     | 27 października 2009 | 16 grudnia 2008 (DC) 5 stycznia 2010 (DXD) |
| Złomek jest strażakiem, którego zadaniem jest uratowanie Zygzaka McQueena z płonącego budynku. Po udanej akcji przewozi rannego do szpitala, gdzie wychodzi na jaw, że Złomek jest również doktorem. |                    |                 |                      |                                            |
| 2 | Mater the Greater  | Kaskader        | 28 października 2008 | 17 grudnia 2008 (DC) 25 grudnia 2009 (DXD) |
| Złomek wspomina swoje lata będąc kaskaderem przebierając się podobnie w stylu Evela Knievela. Na stadionie ma on przeskoczyć przez długi ciąg aut, ale niespodziewanie zaczyna nad nimi chodzić po palcach. Podczas występu wykonuje inne sceny, oraz oznajmia Zygzakowi McQueenowi, że nie przeskoczył on nad kanionem Rio Grato mając przyczepioną rakietę.               |                    |                 |                      |                                            |
| 3 | El Materdor        | Matador         | 29 października 2008 | 18 grudnia 2008 (DC) 25 grudnia 2009 (DXD) |
| Złomek opowiada o przygodzie matadora pod pseudonimem „El Złomero”, walcząc ze stadem buldożerów w Hiszpanii z gracją przyciągając uwagę Niuni i Dziuni. Jednakże bycie matadorem dla Złomka jest trudną rzeczą, niestety, wpada on w kłopoty. Gdy Zygzak McQueen dołącza się do opowieści, buldożery zaczynają go gonić ze względu na dobrze świecący się czerwony lakier. |                    |                 |                      |                                            |
| 4 | Tokyo Mater        | Japoński Złomek | 12 grudnia 2008      | 1 maja 2009 (DC) 26 grudnia 2009 (DXD)     |
| Złomek holuje japoński samochód. Kiedy dojeżdża z klientem do Tokio zostaje wyzwany na wyścig. Zwycięzca zostanie „Królem Driftu”, a przegrany idzie na złom. Złomek zostaje zaatakowany przez ninja. Zygzak pomaga Złomkowi atakując napastników i pokazując mu skrót. |                    |                 |                      |                                            |

### Seria 2
| 5 | (U.F.M.) Unidentified Flying Mater | Niezidentyfikowany Złomek Latający | 20 listopada 2009      | 10 marca 2010 (DC) 13 marca 2010 (DXD)                           |
| Złomek spotyka tajemniczy obiekt latający zwany Mówiem, który zostaje jego nowym przyjacielem. Wkrótce statek kosmiczny zostaje porwany w celach badawczych. Złomek wykorzystując moc latania, której nauczył go Mówio, postanawia uratować przyjaciela. |                                    |                                    |                        |                                                                  |
| 6 | Monster Truck Mater                | Król Złom                          | 30 lipca 2010          | 5 listopada 2010 (DVD) 4 grudnia 2010 (DXD)                      |
| Złomek, jako „Król Złom” jest profesjonalnym wrestlerem monster trucków, który ma zamiar wygrać w walce o mistrzostwo świata walcząc na ringu z różnymi przeciwnikami, takimi jak Lodołamacz, Kapitan Kolizja, RastaVan, Doktor Traktor i Paddy O'Grucha. Gdy się toczy pojedynek z potworem Doktora Frankenstojna, dołącza się niego Zygzak McQueen nazwany tam „Zołza McKrzyk”.                                                                                                   |                                    |                                    |                        |                                                                  |
| 7 | Heavy Metal Mater                  | Ciężki kawałek metalu              | 15 października 2010   | 10 marca 2010 (DC) 4 kwietnia 2010 (DXD)                         |
| Złomek zostaje gwiazdą rocka w kapeli heavymetalowej. Rozpoczyna on swoją karierę z grupą jako zespół garażowy nazwany „Mater & The Gas Caps”, która staje się bardziej sławna po wydaniu hitu „Siwy Dym” (mający zmianę swojego gatunku po tym, gdy perkusista chciał zabić pszczołę podczas nagrywania albumu), której nazwa odnosi się do jednej z charakterystycznych kwestii Złomka. Zygzak McQueen dołącza się do niego na scenie naprzeciw dużej publiczności i gra koncert. |                                    |                                    |                        |                                                                  |
| 8 | Moon Mater                         | Złomek w pełni                     | 2 listopada 2010 (DVD) | 5 listopada 2010 (DVD) 20 lipca 2012 (DC) 22 września 2012 (DXD) |
| Złomek zostaje pierwszym holownikiem, który dotarł na Księżyc. Jego misją jest uratowanie Poloneza XIII ciągnąc go za hak i zabierając go z powrotem na Ziemię. Zygzak McQueen dołącza się do Złomka, aby świętować powrót bohatera znajdując się w mediach, czasopismach i telewizji. |                                    |                                    |                        |                                                                  |
| 9 | Mater Private Eye                  | Złomek na tropie                   | 2 listopada 2010 (DVD) | 5 listopada 2010 (DVD)                                           |
| Złomek jest prywatnym detektywem, badającym sprawę podrobionych opon, gdy w jego życie wkracza Tia. Zleca Złomkowi odnalezienie swojej siostry Mii, która została porwana. Złomek poszukuje wskazówek, aby odnaleźć przestępców. Porucznik Zygzak McQueen postanawia pomóc Złomkowi, aby ukarać winnych zbrodni. |                                    |                                    |                        |                                                                  |

### Seria 3
| 10 | Air Mater         | Powietrzny Złomek      | 1 listopada 2011 (DVD) | 4 listopada 2011 (DVD) 30 czerwca 2012 (DC) sierpień 2012 (DXD) |
| Serwis holowniczy Złomka prowadzi go do Wylotowa, miasta, w którym żyją samoloty. Będąc zafascynowanym latającymi pojazdami, Złomek zaczyna się interesować nauką sztuki latania, gdy widzi budynek Szkoły Latania Latosława i czyta przyciągającą oko tabliczkę na jej temat. Po nauce latania, on sam odkrywa lot tyłem, co przyciąga uwagę grupę zwaną Sokołami z Wylotowa. Gdy jeden z członków ma kontuzję skrzydła podczas ćwiczeń, zespół pyta się Złomka o zastępstwo, który się zgadza i występuje z nimi na pokazie lotniczym. Zygzak McQueen jako niespodziewany gość ratuje Złomka gdy ten ma kłopoty. |                   |                        |                        |                                                                 |
| 11 | Time Travel Mater | Złomek i wehikuł czasu | 5 czerwca 2012         | 17 sierpnia 2012 (DVD) 14 grudnia 2013 (DXD)                    |
| Przypadkowo osiągając umiejętność podróżowania w czasie, Złomek przenosi się do 1909 roku na pustyni, gdzie spotyka Stasieńka, założyciela Chłodnicy Górskiej, który pracuje jako sprzedawca korków do chłodnic. Z uświadomieniem, że gdy Stasieniek opuści miejsce i nie wybuduje miasta, Złomek zabiera ze sobą Zygzaka McQueena z teraźniejszości, który ma zakupiony nowy korek do chłodnicy. Holownik twierdzi założycielowi, żeby ten stworzył nowe miasto, aby jego mieszkańcy mieli przyjemność skorzystania z nowych rzeczy, na co Stasieniek się zgadza. Przeskakując o kilka lat później nowo rozwijające się miasto jest zaprezentowane McQueenowi i Złomkowi, który zauważa nieznany samochód ratujący o pomoc, którym jest Gienia, która niespodziewanie zakochuje się w Zygzaku, co powoduje u Złomka silną panikę o przyszłość Chłodnicy Górskiej. Sprawy zaczynają się toczyć inaczej, gdy Gienia zakochuje się w Stasieńku. Po zapoznaniu się razem przez McQueena, on i Złomek przenoszą się kolejny raz do następnych lat, gdzie odbywa się ślub Stasieńka i Gieni, przed tym, gdy wrócą do teraźniejszości. W niej żona już zmarłego założyciela miasta dziękuje za poznanie się z nim. |                   |                        |                        |                                                                 |

## Opowieści z Chłodnicy Górskiej
| 12 | 1 | Hiccups                    | –                             | 22 marca 2013 | nieemitowany     |
| Zygzak McQueen po wypiciu puszki oleju na śniadanie w Kawiarni V8 u Loli dostaje czkawki. Mieszkańcy Chłodnicy Górskiej wymyślają sposoby tak, aby ona zniknęła, co nic z nich nie pomaga, dopóki Sally nie całuje go w policzek, dzięki temu jego czkawka znika. |   |                            |                               |               |                  |
| 13 | 2 | Bugged                     | –                             | 22 marca 2013 | nieemitowany     |
| Spokojny poranek Edka zostaje przerwany przez nieoczekiwanego gościa. |   |                            |                               |               |                  |
| 14 | 3 | Spinning                   | –                             | 22 marca 2013 | nieemitowany     |
| Luigi prosi Guido, aby znakiem prowadzącym do Casa Della Gumma przyciągnąć więcej klientów. Włoski lewarek wykorzystuje to w inny sposób, co się podoba na krótki czas mieszkańcom Chłodnicy Górskiej. |   |                            |                               |               |                  |
| 15 | 4 | The Radiator Springs 500 ½ | Grand Prix Chłodnicy Górskiej | 20 maja 2014  | 23 stycznia 2015 |
| Całe miasto Chłodnicy Górskiej obchodzi Dzień Założyciela, na cześć już zmarłego Stasieńka. Plan lokalnego święta się zmienia, gdy na nie przyjeżdża gang nieznanych samochodów wyścigowych, którzy wyzywają Zygzaka McQueena na rajd. Inni mieszkańcy miasta podróżują po jego zakątkach w „Przechadzce Stasieńka”, prowadzonej przez Złomka, przebranego przez założyciela. |   |                            |                               |               |                  |